# Nyetnops
Genre
Nyetnops est un genre d'araignées aranéomorphes de la famille des Caponiidae.

## Distribution
Les espèces de ce genre se rencontrent en Amérique du Sud.

## Description
Les espèces de Nyetnops comptent deux yeux.

## Liste des espèces
Selon World Spider Catalog (version 25.0, 19/05/2024) :
- Nyetnops alexanderi Villarreal & Martínez, 2024
- Nyetnops buruti Sánchez-Ruiz, Brescovit & Bonaldo, 2020
- Nyetnops guarani Platnick & Lise, 2007
- Nyetnops josei Villarreal & Martínez, 2024
- Nyetnops lachonta Sánchez-Ruiz, Brescovit & Bonaldo, 2020
- Nyetnops madre Villarreal & Martínez, 2024
- Nyetnops naylienae Sánchez-Ruiz, Brescovit & Bonaldo, 2020

## Systématique et taxinomie
Ce genre a été décrit par Platnick et Lise en 2007 dans les Caponiidae.

## Publication originale
- Platnick & Lise, 2007 : « On Nyetnops, a new genus of the spider subfamily Nopinae (Araneae, Caponiidae) from Brazil. » American Museum novitates, no 3595, p. 1-9 (texte intégral).